# Frauenanteile in den Vorständen der DAX-Unternehmen
Diese Liste der Frauen in den Vorständen der DAX-Unternehmen zeigt die Anzahl der Vorstandsmitglieder der 40 DAX-Unternehmen mit dem jeweiligen Anteil von Vorständinnen im Dezember 2024. Zu diesem Zeitpunkt waren von den 258 Vorständen 66 Frauen, was prozentual 25,6 % entspricht (siehe auch Frauen in DAX-Aufsichtsräten). Nur vier der DAX-Unternehmen werden Stand Dezember 2024 von Frauen als Vorstandsvorsitzende geleitet, die Merck KGaA von Belén Garijo, die Commerzbank von Bettina Orlopp, Daimler Truck von Karin Rådström und Fresenius Medical Care von Helen Giza.
| Unternehmen               | Mit- glieder | Frauen | %      | Vorsitzende | Quelle |
| ------------------------- | ------------ | ------ | ------ | ----------- | ------ |
| Gesamt                    | 258          | 66     | 25,6 % | 10,0 %      |        |
| Adidas                    | 4            | 1      | 25,0 % | nein        | [ 2 ]  |
| Airbus                    | 17           | 3      | 17,6 % | nein        | [ 3 ]  |
| Allianz                   | 9            | 4      | 44,4 % | nein        | [ 4 ]  |
| BASF                      | 6            | 1      | 16,7 % | nein        | [ 5 ]  |
| Bayer                     | 6            | 1      | 16,7 % | nein        | [ 6 ]  |
| Beiersdorf                | 7            | 3      | 42,9 % | nein        | [ 7 ]  |
| BMW                       | 7            | 1      | 14,3 % | nein        | [ 8 ]  |
| Brenntag                  | 4            | 1      | 25,0 % | nein        | [ 9 ]  |
| Commerzbank               | 6            | 3      | 50,0 % | ja          | [ 10 ] |
| Continental               | 6            | 1      | 16,7 % | nein        | [ 11 ] |
| Daimler Truck             | 8            | 2      | 25,0 % | ja          | [ 12 ] |
| Deutsche Bank             | 10           | 2      | 20,0 % | nein        | [ 13 ] |
| Deutsche Börse            | 7            | 2      | 28,6 % | nein        | [ 14 ] |
| Deutsche Post             | 8            | 2      | 25,0 % | nein        | [ 15 ] |
| Deutsche Telekom          | 8            | 3      | 37,5 % | nein        | [ 16 ] |
| E.ON                      | 5            | 2      | 40,0 % | nein        | [ 17 ] |
| Fresenius                 | 5            | 1      | 20,0 % | nein        | [ 18 ] |
| Fresenius Medical Care    | 6            | 2      | 33,3 % | ja          | [ 19 ] |
| Hannover Rück             | 9            | 2      | 22,2 % | nein        | [ 20 ] |
| Heidelberg Materials      | 9            | 1      | 11,1 % | nein        | [ 21 ] |
| Henkel                    | 5            | 1      | 20,0 % | nein        | [ 22 ] |
| Infineon                  | 5            | 1      | 20,0 % | nein        | [ 23 ] |
| Mercedes-Benz Group       | 8            | 3      | 37,5 % | nein        | [ 24 ] |
| Merck                     | 5            | 2      | 40,0 % | ja          | [ 25 ] |
| MTU                       | 4            | 1      | 25,0 % | nein        | [ 26 ] |
| Münchener Rück            | 10           | 2      | 20,0 % | nein        | [ 27 ] |
| Porsche                   | 8            | 1      | 12,5 % | nein        | [ 28 ] |
| Porsche Automobil Holding | 4            | 0      | 0 %    | nein        | [ 29 ] |
| Qiagen                    | 7            | 1      | 14,3 % | nein        | [ 30 ] |
| Rheinmetall               | 3            | 2      | 66,7 % | nein        | [ 31 ] |
| RWE                       | 3            | 1      | 33,3 % | nein        | [ 32 ] |
| SAP                       | 5            | 1      | 20,0 % | nein        | [ 33 ] |
| Sartorius                 | 4            | 1      | 25,0 % | nein        | [ 34 ] |
| Siemens                   | 7            | 2      | 28,6 % | nein        | [ 35 ] |
| Siemens Energy            | 6            | 2      | 33,3 % | nein        | [ 36 ] |
| Siemens Healthineers      | 4            | 2      | 50,0 % | nein        | [ 37 ] |
| Symrise                   | 4            | 1      | 25,0 % | nein        | [ 38 ] |
| Volkswagen                | 9            | 1      | 11,1 % | nein        | [ 39 ] |
| Vonovia                   | 5            | 1      | 20,0 % | nein        | [ 40 ] |
| Zalando                   | 5            | 2      | 40,0 % | nein        | [ 41 ] |

## Adidas
- Michelle Robertson (seit 1. Januar 2024, verantwortlich für Human Resources)

ausgeschieden:
- Karen Parkin (seit Mai 2017, zuständig für Human Resources)
- Amanda Rajkumar (Anfang 2021 bis 15. Juli 2023, verantwortlich für Human Resources)

## Airbus
- Carmen-Maja Rex
- Catherine Jestin

- Julie Kitcher
- Sabine Klauke

## Allianz
- Sirma Boshnakova (seit 1. Januar 2022, verantwortlich für Insurance Western & Southern Europe, Allianz Direct, Allianz Partners)
- Claire-Marie Coste-Lepoutre (seit 1. Januar 2024, Chief Financial Officer)
- Barbara Karuth-Zelle (seit 1. Januar 2021, Chief Operating Officer)
- Renate Wagner (seit 1. Januar 2020, verantwortlich für Human Resources, Legal, Compliance, Mergers & Acquisitions)

ausgeschieden:
- Jacqueline Hunt (seit 1. Juli 2016 bis 30. September 2021, verantwortlich für den Bereich Asset Management, US Life Insurance)
- Helga Jung (vom 1. Januar 2012 bis 31. Dezember 2019, zuständig für das Versicherungsgeschäft in Iberia und Lateinamerika, Mergers & Acquisitions, Legal and Compliance)

## BASF
- Katja Scharpwinkel (seit 1. Februar 2024), verantwortlich für die Bereiche European Site & Verbund Management; Global Engineering Services; Corporate Environmental Protection, Health, Safety & Quality und die Region Europa, Mittlerer Osten, Afrika

ausgeschieden:
- Margret Suckale (6. Mai 2011 bis 12. Mai 2017, verantwortlich für Human Resources, Engineering & Maintenance, Environment, Health & Safety sowie das Verbund Site Management Europe, Arbeitsdirektorin und Standortleiterin für das Werk Ludwigshafen)[42]
- Saori Dubourg (Mai 2017 bis Februar 2023, verantwortlich für Monomere und Performance Materials und Petrochemicals sowie Intermediates, das Startup trinamiX, das BASF Corporate Sustainability Board sowie die Region Europa)
- Melanie Maas-Brunner (seit 1. Februar 2021, verantwortlich für die Forschungsbereiche Advanced Materials & Systems Research, Bioscience Research, Process Research & Chemical Engineering sowie BASF New Business)[43]

## Bayer
- Heike Prinz (seit 1. September 2023, Chief Talent Officer, außerdem Arbeitsdirektorin der Bayer AG)

ausgeschieden:
- Erica Mann (1. Januar 2016 bis 31. März 2018, Leiterin der Division Consumer Health)[44]
- Sarena Lin (Februar 2021 bis 31. August 2023), Chief Transformation and Talent Officer, Arbeitsdirektorin

## Beiersdorf
- Astrid Hermann (seit Januar 2021, Finance, Tesa SE)
- Nicola D. Lafrentz (seit Mai 2022, Human Resources, Arbeitsdirektorin)
- Grita Loebsack (seit Januar 2022, NIVEA)

## BMW
- Ilka Horstmeier (seit 1. November 2019, verantwortlich für Personal- und Sozialwesen, Arbeitsdirektorin)

ausgeschieden:
- Milagros Caiña Carreiro-Andree (1. Juli 2012 bis 31. Oktober 2019, verantwortlich für Personal- und Sozialwesen, Arbeitsdirektorin)

## Brenntag
- Kristin Neumann (seit 1. April 2022, Finanzvorständin)

## Commerzbank
- Bettina Orlopp (seit Oktober 2017, Chief Financial Officer, seit Oktober 2024 Vorsitzende und CFO)
- Sabine Mlnarsky (seit 1. Januar 2023, Group Human Resources)
- Christiane Vorspel (seit 1. September 2024, Chief Operating Officer)

## Continental
- Ariane Reinhart (seit 1. Oktober 2014, Group Human Relations, Arbeitsdirektorin, Group Sustainability)

ausgeschieden:
- Elke Strathmann (2. Januar 2012 bis 25. April 2014, verantwortlich für Personal, Arbeitsdirektorin)[45]
- Katja Garcia Vila ehemals Dürrfeld (Dezember 2021 – Juni 2024)

## Daimler Truck
- Karin Rådström (seit 1. Dezember 2021, verantwortlich für die Regionen Europa und Lateinamerika und die Marke Mercedes-Benz Lkw), seit Oktober 2024 Vorsitzende des Vorstands
- Eva Scherer (seit 1. April 2024, verantwortlich für Finanzen und Controlling)

## Deutsche Bank
- Laura Padovani (seit Juli 2024, Chief Compliance and Anti-Financial Crime Officer)
- Rebecca Short (seit 1. Mai 2021, Chief Transformation Officer)

ausgeschieden:
- Sylvie Matherat (1. November 2015 bis Juli 2019, verantwortlich für Regulierung und Compliance)
- Kim Hammonds (August 2016 bis Mai 2018, verantwortlich für Technologie und Operations)[46]
- Ellen Schneider-Lenné (1988–1996)
- Christiana Riley (1. Januar 2020 – Mai 2023)

## Deutsche Börse
- Stephanie Eckermann (seit Juni 2024, verantwortlich für Post-Trading)
- Heike Eckert (seit Juli 2020 verantwortlich für HR und Compliance)

ausgeschieden:
- Hauke Stars (von 1. Dezember 2012 bis 2020, verantwortlich für die Information Technology & Market Data + Services Division)

## Deutsche Post
- Nikola Hagleitner (seit Juli 2022, Post & Paket Deutschland)

- Melanie Kreis (seit Oktober 2014, Finanzvorstand)

ausgeschieden:
- Angela Titzrath (1. Mai 2012 bis 2. Juli 2014, verantwortlich für Personal, Arbeitsdirektorin)[47]

## Deutsche Telekom
- Birgit Bohle (seit dem 1. Januar 2019, Personal und Recht, Arbeitsdirektorin)
- Dominique Leroy (seit 1. November 2020, verantwortlich für das Segment Europa)
- Claudia Nemat (seit 1. Oktober 2011, verantwortlich für Technologie und Innovation)

ausgeschieden:
- Marion Schick (3. Mai 2012 bis 30. April 2014, verantwortlich für Personal, Arbeitsdirektorin)

## E.ON
- Nadia Jakobi (seit März 2024, CFO)
- Victoria Ossadnik (seit April 2021, COO Digital, IT-Strategie und interne Beratung)

ausgeschieden:
- Regine Stachelhaus (24. Juni 2010 bis 30. Juni 2013, verantwortlich für Personal, Recht & Compliance, Konzerneinkauf & Immobilienmanagement, Informationstechnik, Beratung)

## Fresenius
- Sara Hennicken (seit September 2022, für Finanzen)

ausgeschieden:
- Rachel Empey (1. August 2017 bis 31. August 2022, verantwortlich für Finanzen)

## Fresenius Medical Care
- Helen Giza (seit Dezember 2022) Vorsitzende des Vorstands
- Katarzyna Mazur-Hofsäß (seit September 2018, zunächst zuständig für Region EMEA, seit Januar 2022 für Care Enablement)

## Hannover Rück
- Sharon Ooj (seit 2023, zuständig für Schaden-Rückversicherung)
- Silke Sehm (seit 2019, zuständig für Schaden-Rückversicherung)

## Heidelberg Materials
- Katharina Beumelburg (seit September 2024, Chief Sustainability & New Technologies Officer)

ausgeschieden
- Nicola Kimm (September 2021 bis August 2024, Chief Sustainability Officer)

## Henkel
- Sylvie Nicol (seit April 2019, verantwortlich für Personal, Infrastruktur und Nachhaltigkeit)

## Infineon
- Elke Reichart (seit 2023, Chief Digital and Sustainability Officer)

ausgeschieden
- Constanze Hufenbecher (April 2021 bis April 2024, Chief Digital Transformation Officer)

## Mercedes-Benz Group
- Renata Jungo Brüngger (seit 1. Januar 2016, verantwortlich für das Ressort Integrität und Recht)
- Britta Seeger (seit 1. Januar 2017, verantwortlich für das Ressort Vertrieb)
- Sabine Kohleisen (seit 1. Dezember 2021, verantwortlich für das Ressort Personal)

## Merck
- Belén Garijo (seit Januar 2015, verantwortlich für den Unternehmensbereich Healthcare, seit Mai 2021 Vorsitzende der Geschäftsleitung)
- Helene von Roeder (seit Juli 2023, Chief Financial Officer)

## MTU
- Silke Maurer (seit Februar 2023, Chief Operating Officer)

## Münchener Rück
- Clarisse Kopff (seit 1. Dezember 2022, Europa und Lateinamerika)
- Mari-Lizette Malherbe (seit 1. Januar 2023, Life and Health)

ausgeschieden:
- Doris Höpke (von 1. Mai 2014 bis 30. April 2022, verantwortlich für das Ressort Health)[48]

- Giuseppina Albo (1. Oktober 2014–31. Dezember 2017, verantwortlich für das Ressort Europe and Latin America)[49]

## Porsche
- Barbara Frenkel (seit August 2021, Beschaffung (Procurement))

## Porsche Automobil Holding
Im Vorstand ist keine Frau vertreten.

## Qiagen
- Stephany Foster (seit Oktober 2019, Head of Human Resources)

## Rheinmetall
- Ursula Biernert-Kloß (seit 1. Oktober 2024, Personalvorständin)
- Dagmar Steinert (seit 1. Dezember 2022, Chief Financial Officer)

## RWE
- Katja van Doren (seit 1. August 2023, Personalvorständin und Arbeitsdirektorin)

ausgeschieden
- Zvezdana Seeger (November 2020 bis August 2023, Personalvorständin und Arbeitsdirektorin)

## SAP
- Gina Vargiu-Breuer (seit Februar 2024, Chief People Officer und Arbeitsdirektorin)

ausgeschieden:
- Angelika Dammann (1. Juni 2010 bis 8. Juli 2011, verantwortlich für Personal, Arbeitsdirektorin)
- Luisa Deplazes Delgado (1. September 2012 bis 30. Juni 2013, verantwortlich für Personal, Arbeitsdirektorin)[50]
- Jennifer Morgan (1. Mai 2017 bis 30. April 2020, Co-CEO seit 1. November 2019)[51]
- Adaire Fox-Martin (1. Mai 2017 bis 31. Januar 2021, verantwortlich für Global Customer Operations)[52]
- Sabine Bendiek, Chief People Officer und Arbeitsdirektorin (1. Januar 2021 bis Ende 2023)
- Julia White (März 2021 bis 31. August 2024, Chief Marketing und Solutions Officer)

## Sartorius
- Alexandra Gatzemeyer (seit Mai 2023, Leiterung der Sparte Lab Products & Services)

## Siemens
- Judith Wiese (seit Oktober 2020, People & Organization, Global Business Services, Sustainability)
- Veronika Bienert (seit Oktober 2024, Chief Executive Officer Siemens Financial Services)

ausgeschieden:
- Lisa Davis (1. August 2014 bis Februar 2020, verantwortlich für Power and Gas, Wind Power and Renewables, Power Generation Services, Region: Amerika)
- Janina Kugel (Februar 2015 bis Januar 2020, verantwortlich für Human Resources, Chief Diversity Officer, Arbeitsdirektorin)
- Brigitte Ederer (1. Juli 2010 bis 30. September 2013, verantwortlich für Personal, Arbeitsdirektorin, Europa, Gemeinschaft Unabhängiger Staaten)[53]
- Barbara Kux (17. November 2008 bis 15. November 2013, verantwortlich für Supply-Chain-Management, Chief Sustainability Officer, Global Shared Services)[54]

## Siemens Energy
- Maria Ferraro (seit 20. Mai 2020, als Chief Financial Officer)
- Anne-Laure Parrical de Chammard (seit November 2022, zuständig für das Geschäftsfeld Transformation of Industry)

## Siemens Healthineers
- Darlen Caron (seit Februar 2021, Chief Human Resources Officer)
- Elisabeth Staudinger (seit Dezember 2021)

## Symrise
- Stephanie Coßmann (seit 1. Februar 2023, Personal und Recht)

## Volkswagen
- Hauke Stars (seit 1. Februar 2022, IT)

ausgeschieden:
- Hiltrud Dorothea Werner (1. Februar 2017 bis Januar 2022, Geschäftsbereich „Integrität und Recht“)[55]
- Hildegard Wortmann (1. Februar 2022 bis 31. August 2022, Vertrieb)

## Vonovia
- Ruth Werhahn (seit 1. Oktober 2023, Chief Human Resources Officer)

ausgeschieden:
- Helene von Roeder (Mai 2018 bis Juni 2023)

## Zalando
- Astrid Arndt (seit 1. April 2021, Chief People Officer)
- Sandra Dembeck (seit 1. März 2022, Chief Financial Officer)